# ボノーラ
ボノーラ（英語: BONORA）は1878年にイタリア・フィレンツェで創業した革靴のブランドである。
イタリアで最も古い靴メーカーの１つと言われている。

## 概要
創業当時はビスポークが中心であったため、一般市場に流通することが少ない「幻の靴」と呼ぶことがあった。
ボノーラは、革裁断から仕上げのポリッシュまでの200近い工程を１人の熟練職人が手作業で生産していたため、生靴数は週6足程度であった。
2002年より前まで、ウエルトの仕上げを手作業で行なっていたが、リブがついたグッドイヤーウエルト製法に移行した。
過去にあった、一時的な倒産までは、ハンドメイドシューズの生産業者として有名であったが、従来とは異なる商品を販売するようになった。
ボノーラのデザイナーが英国人であったことから、ブリティッシュクラシコとイタリアンエレガンテを兼ね備えたデザインの靴を製造している。

## 下請け
過去にジョン・ロブの靴の製作を請け負っていた。
ボノーラが製作していたことがあるのは、PHILIP、MATTA、EDELINE、およびDODERO、の計4モデルである。

## 日本における販売
1980年代にBEAMSが扱っていたが、価格調整がうまく行かず日本市場から撤退している。
1990年代に他社が取り扱いを再開したが、その直後に一時倒産した。